# Manilkara letouzei
Manilkara letouzei är en tvåhjärtbladig växtart som beskrevs av Aubrev. Manilkara letouzei ingår i släktet Manilkara och familjen Sapotaceae. Inga underarter finns listade i Catalogue of Life.